# Nicolás Arnicho
Nicolás Arnicho (Montevideo) es un músico y percusionista uruguayo. Estudió en la Escuela Universitaria de Música (Universidad de la República). Además, vivió y estudió en lugares muy diversos donde aprendió diferentes ritmos y pautas culturales. En cuanto a los ritmos relacionados con su país, se ha destacado en candombe y murga.

## Trayectoria
Arnicho se ha destacado como percusionista solista y sesionista. Su pasión por los ritmos populares lo han llevado a recorrer una gran variedad de países como Cuba, Brasil, Senegal, Guinea, Perú, Paraguay, Portugal, Francia y España. En lo relacionado con los ritmos de su país, se destacó en candombe y murga, siendo reconocido junto con las comparsas La Calenda, Sinfonía de Ansina, Zumbae y las murgas Agarrate Catalina y A Contramano. Por otro lado, compartió escenario, tocó y grabó con una diversos artistas como Rubén Rada, Diego Torres, Luis Salinas, Hugo y Osvaldo Fattoruso, Mariana Ingold, Jorge Drexler, Luciano Supervielle, Juan Campodónico, etc. A su vez, como parte de sus proyectos, ha conformado diferentes agrupaciones de percusión. A partir del año 2012, comienza a desarrollar su conocimiento sobre la musicoterapia y el masaje sonoro. En el presente, comparte su conocimiento con los estudiantes universitarios de la Escuela Universitaria de Música de Uruguay, desde su rol de docente grado 3.

## Proyectos
Nicolás Arnicho denomina proyectos a los grupos que fue formando en diferentes etapas de su vida profesional. Cada uno varía según las características propias de los integrantes y las influencias rítmicas del momento. Por ejemplo, La Sandungera fue formada al regresar de Cuba y predominaban las rítmicas afrocubanas y afrouruguayas. Después del viaje a Bahía, formó Tribu Mandril cuyo enfoque era la percusión alternativa con cotidiáfonos. Los demás proyectos fueron Ofrenda (instrumentos de oriente, tecnología en la investigación sonora), Los Carnavales del Mundo (batería, bajo y teclado), Supperplugged (tecnología al servicio de la percusión, audiencia con auriculares) y La Jaula del Ritmo (ensamble de percusión con sus estudiantes universitarios).

## Discografía
1992: La mente en negro, Ayui.
1995: Syncopata, libro de batería.
1997: Tribu Mandril, Mandril Music.
1998: Ofrenda, departamento de cultura de la IM.
2000: Tocalata, Ayui.
2005: RAL, Tero Verde.
2007: Batukes y Batidas, MMG.
2008: Global Rythm (DVD), MMG.
2009: Confesiones, MMG.
2010: Carnavales del mundo (DVD), MMG.
2012: Superplugged (DVD), MMG.
2014: Carnavales del mundo II (material digital), Mandril Music.
2015: Superplugged II (material digital), Mandril Music.
2016: La Jaula del Ritmo (material digital), Mandril Music.